# Chasselay (Rhône)
Chasselay ist eine französische Gemeinde mit 2.901 Einwohnern (Stand: 1. Januar 2022) im Département Rhône in der Region Auvergne-Rhône-Alpes. Sie gehört administrativ zum Arrondissement Villefranche-sur-Saône und ist Teil des Kantons Anse. Die Einwohner werden Chasselois(es) genannt.

## Geographie
Chasselay liegt an der Hügelkette der Mont d’Or, im Weinbaugebiet Coteaux du Lyonnais, etwa 13 Kilometer nordnordwestlich von Lyon. Umgeben wird Chasselay von den Nachbargemeinden Les Chères im Norden und Nordwesten, Quincieux im Norden, Saint-Germain-au-Mont-d’Or im Osten, Poleymieux-au-Mont-d’Or im Süden und Südosten, Limonest im Süden sowie Lissieu im Westen.

## Geschichte
Am 19. und 20. Juni 1940 gelang es senegalesischen Truppen (Tirailleurs sénégalais) gegenüber den vorrückenden deutschen Truppen Widerstand zu leisten und Chasselay in der Schlacht um das Rhônetal länger zu halten. Die Verbände der Division Großdeutschland und die SS-Division Totenkopf verübten daraufhin ein Massaker an den Truppen und ihren Offizieren.

### Bevölkerungsentwicklung
| Jahr                       | 1962 | 1968 | 1975 | 1982 | 1990 | 1999 | 2006 | 2017 |
| -------------------------- | ---- | ---- | ---- | ---- | ---- | ---- | ---- | ---- |
| Einwohner                  | 1125 | 1169 | 1438 | 1708 | 2002 | 2590 | 2678 | 2784 |
| Quellen: Cassini und INSEE |      |      |      |      |      |      |      |      |

## Sehenswürdigkeiten
|  |  |

- Kirche Saint-Martin, 1850 erbaut
- Senegalesisches Tata bei Chasselay, 1942 angelegter Friedhof für die im Juni 1940 getöteten Soldaten und Offiziere (insgesamt 196 Gräber), Necropole nationale
- Tor der alten Befestigung (sog. Porte du Plantin)
- Schloss Machy aus dem 17. Jahrhundert
- Schloss Montluzin
- Schloss Bellescize
- Fachwerkhäuser

## Persönlichkeiten
- Pierre Macon (1769–1806), Brigadegeneral
- Pierre Octave Ferroud (1900–1936), Komponist
- Ludovic Giuly (* 1976), Fußballspieler

## Gemeindepartnerschaft
Mit der italienischen Gemeinde Rive d’Arcano in der Provinz Udine (Friaul-Julisch Venetien) besteht eine Partnerschaft.